# 圣阿古兰
圣阿古兰（法語：Saint-Agoulin，法語發音：[sɛ̃.t‿aɡulɛ̃]）是法国多姆山省的一个市镇，属于里永区。

## 地理
圣阿古兰（46°2'27"N, 3°8'9"E）面积9.34 平方千米，位于法国奥弗涅-罗讷-阿尔卑斯大区多姆山省，该省份为法国中南部省份，北起阿列省接壤，东临卢瓦尔省，南至上盧瓦爾省和康塔爾省，西接科雷兹省和克勒兹省。
与圣阿古兰接壤的市镇（或旧市镇、城区）包括：阿尔托讷、尚村、沙普蒂扎、若兹朗、旺萨。

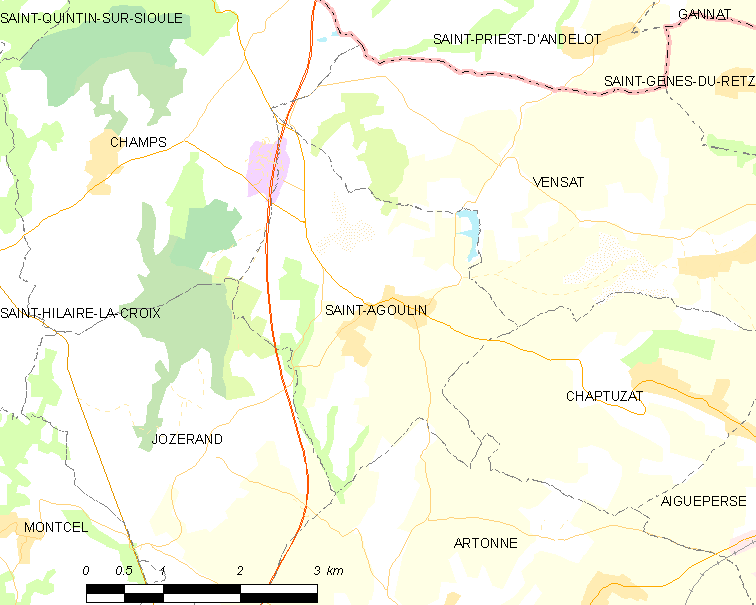
圣阿古兰的OSM定位图

圣阿古兰的时区为UTC+01:00、UTC+02:00（夏令时）。

## 行政
圣阿古兰的邮政编码为63260，INSEE市镇编码为63311。

## 政治
圣阿古兰所属的省级选区为艾格佩斯县。

## 人口

1962-2008年间圣阿古兰人口变化图示

圣阿古兰于2022年1月1日时的人口数量为311人。